# Đau lưng trên
Đau lưng trên (thuật ngữ tiếng Anh: Upper back pain, middle back pain hoặc thoracic back pain) là một triệu chứng bệnh lý gây đau ở khu vực cột sống vùng ngực, dưới cổ và dọc theo chiều dài xương sườn, thường do tư thế chưa đúng khi đứng hay ngồi gây ra, hoặc do chấn động nhẹ khi chơi thể thao hay tập thể dục. Người bị đau lưng trên thường cảm thấy nhức và đau khi chạm vào, là dấu hiệu của tình trạng căng cơ.Tình trạng căng cơ thường đáp ứng tốt với việc nghỉ ngơi hay các cách điều trị tại nhà, và sẽ hết trong vài ngày.Có rất nhiều dạng đau lưng, tùy theo vị trí phần lưng bị đau mà chúng gây ra những ảnh hưởng khác nhau. Trong đó, đau lưng trên là triệu chứng xảy ra rất phổ biến hiện nay, cảnh báo nguy cơ mắc nhiều bệnh lý nguy hiểm.Dựa vào vị trí mà đau lưng trên cũng được chia làm hai loại là: đau lưng trên bên trái, đau lưng trên bên phải và đau lưng trên ở giữa.

## Nguyên nhân

### Nguyên nhân cơ học
Vấn đề này có thể do cơ bắp, gân, dây chằng hay mô mềm bị tổn thương. Cụ thể hơn là bị bong gân cơ bắp trên lưng. Nó có thể xảy ra khi:
- Các hoạt động sai tư thế: Ngồi khoanh tròn, gập người về phía trước, có thể đặt quá nhiều áp lực lên các cơ bắp. Tư thế xấu là một trong những nguyên nhân hàng đầu của bệnh đau lưng trên vì có quá nhiều nhân viên văn phòng dành cả ngày làm việc của họ tại máy tính. Thật dễ dàng để thực hiện cho thói quen xấu là không ngồi đúng cách, đặc biệt là khi bạn đang ở bàn làm việc 8h giờ một ngày..[1]
- Nâng vật không đúng cách: Khi nhặt thứ gì đó, bạn cũng nên sử dụng tư thế tốt để bảo vệ cột sống của bạn. Không sử dụng các tư thế đúng có thể gây ra tổn thương và gây đau đớn.
- Đeo ba lô nặng: Trẻ em có nguy cơ bị chấn thương lưng vì một ba lô hơn nhiều. Một ba lô quá tải với cơ thể là vấn đề nguy hiểm cho cột sống, nhưng như vậy là không đeo ba lô đúng cách.
- Do chấn thương: bị chấn thương như bị tai nạn xe hơi, có thể gây bệnh đau lưng vì các lý do khác nhau. Tai nạn đó có thể bẻ gãy một đốt sống (xương sống). Hoặc một phần của cột sống và đè vào dây thần kinh cột sống, có thể gây đau

### Nguyên nhân bệnh lý
Nó có thể là một triệu chứng liên quan đến bệnh lý cột sống khác như:
- Thoát vị đĩa đệm[2]
- Thoái hóa cột sống
- Loãng xương
- Gù cột sống
- Vẹo cột sống

Hay do một số bệnh lý không liên quan như:
- Trào ngược axit dạ dày
- Loét
- Bệnh lý tim mạch, chẳng hạn như đau thắt ngực
- Bệnh phổi: Vị trị của phổi nằm ngay trong lồng ngực, do đó bệnh phổi cũng có thể là nguyên nhân gây đau mỏi lưng trên, đau lưng trên khó thở.… Đau vùng lưng dưới bả vai cùng với triệu chứng đau tức ngực sẽ gây ra cảm giác rất khó chịu. Người bệnh sẽ cảm thấy khó khăn trong việc hít thở và vận động. Thậm chí là những cơn ho và hắt hơi dữ dội.

## Triệu chứng
- Cảm thấy bị đau nhói.[3]
- Được cảm nhận đau ở một điểm duy nhất hoặc cơn đau lan ra xung quanh.
- Cơn đau xuất hiện đột ngột và dần trở nên tồi tệ hơn.
- Cơn đau thường xuyên xuất hiện
- Nó khiến cơ bị căng cứng, khó chịu
- Có thể trở nên tồi tệ hơn khi bạn làm các hoạt động như di chuyển hoặc ngồi theo một cách nào đó

Trong hầu hết các trường hợp, đau lưng trên có thể được cải thiện với cách điều trị tại nhà.  Nhưng nếu bạn thấy xuất hiện các triệu chứng nghiêm trọng hơn ở dưới đây thì cần phải được điều trị ngay lập tức:
- Tê yếu ở cánh tay hoặc chân.
- Tê hoặc ngứa ran ở cánh tay, chân, ngực, hoặc bụng.
- Mất kiểm soát ở ruột, bàng quang

## Điều trị
- Thay đổi hoặc tạm ngừng thói quen sinh hoạt thông thường:[4] Đau lưng trên thường do các thao tác lặp đi lặp lại khi làm việc gây ra, hoặc do chấn thương nhẹ khi chơi thể thao hay tập thể dục với cường độ cao. Giải pháp ban đầu là tạm ngừng hoạt động nào có thể là nguyên nhân gây ra căng cơ, đồng thời nghỉ ngơi vài ngày. Nếu vấn đề này liên quan đến công việc, hãy trao đổi với quản lý của bạn để được chuyển sang một công việc khác, hoặc cải tiến thiết kế của khu vực làm việc
- Uống thuốc NSAID không kê toa: Các thuốc kháng viêm không steroid (NSAID) như ibuprofen, naproxen hay aspirin có thể là cách điều trị tạm thời để giảm đau hay viêm ở lưng trên. Bạn nên nhớ các thuốc này buộc dạ dày, thận và gan phải làm việc vất vả hơn, vì vậy tốt nhất không được sử dụng nhiều hơn 2 tuần liên tục
- Chườm lạnh cho lưng trên: Chườm lạnh là cách điều trị hiệu quả đối với hầu hết các chấn thương cơ xương nhẹ, bao gồm cả đau lưng trên. Liệu pháp lạnh hiệu quả nhất đối với các chấn thương cấp tính (chấn thương xảy ra trong vòng 48 giờ). Liệu pháp lạnh nên áp dụng cho chỗ đau ở lưng trên để giảm sưng và đau. Bạn nên chườm lạnh 20 phút sau mỗi 2-3 giờ trong vài ngày, sau đó giảm tần suất khi cơn đau và sưng giảm dần
- Tắm bồn với muối Epsom: Liệu pháp ngâm lưng trong bồn nước ấm với muối Epsom có thể giảm đau và sưng đáng kể, đặc biệt khi cơn đau do căng cơ gây ra.Magiê trong muối sẽ giúp cơ thả lỏng. Đừng để nước quá nóng (để tránh bị bỏng) và đừng ngâm mình trong nước lâu hơn 30 phút vì nước muối sẽ hút nước từ cơ thể và khiến bạn mất nước.
- Nhẹ nhàng kéo giãn lưng trên: Động tác kéo giãn vùng lưng bị đau hay sưng có thể giúp giải quyết vấn đề, đặc biệt khi tình trạng đau lưng mới chỉ xuất hiện gần đây. Thực hiện chậm và đều, hít thở sâu trong khi giãn cơ. Nói chung, bạn nên giữ các động tác giãn cơ khoảng 30 giây và lặp lại 3 - 5 lần mỗi ngày.
- Sử dụng con lăn xốp: Lăn người trên con lăn xốp là cách tốt để mát xa lưng và có thể giải tỏa tình trạng khó chịu ở độ nhẹ đến trung bình, đặc biệt ở lưng trên (ngang tầm ngực). Con lăn xốp thường được sử dụng trong vật lý trị liệu, yoga và pilates
- Xoa bóp, massage:Tự xoa bóp 1 phút mỗi giờ ở nơi đau phần trên của lưng sẽ giúp giảm đau do co cứng cơ. Xoa bóp sâu ở điểm nhạy cảm nhất sẽ làm giảm đau một thời gian ngắn sau đó.
- Phẫu thuật: Đây có lẽ là phương án cuối cùng để điều trị đau nửa lưng trên, bởi sự can thiệp quá sâu vào cơ thể của phương pháp này khiến ít người muốn sử dụng